# L'ignota
L'ignota è un film muto italiano del 1923 diretto da Guglielmo Zorzi.